# Bittaford
Bittaford är en by i Devon i England. Byn är belägen 43,7 km 
från Exeter. Orten har 854 invånare (2015).